# Pomorska bitka pri Cape Bretonu
Akcija 21. julija 1781  ali Bitka 21. julija 1781 ali Pomorska bitka pri Cape Bretonu (francosko Combat naval en vue de Louisbourg ali Combat naval à la hauteur de Louisbourg) je bila pomorska bitka v bližini pristanišča reke Spanish River, otok Cape Breton, Nova Škotska (današnja Nova Škotska)] (današnji Sydney, Nova Škotska)], med vojno za ameriško neodvisnost. Dve lahki fregati francoske mornarice, kapitana Jean-François de Galaupe in Louis-René Levassor de Latouche Trévilla, sta se spopadli s konvojem 18 britanskih ladij in njihovim spremstvom Kraljeve mornarice. Francozi so ujeli eno od britanskih spremljevalnih ladij, preostali del britanskega konvoja pa je pobegnil.